# Jack Colvin
Jack Colvin (Lyndon, 13 ottobre 1934 – Los Angeles, 1º dicembre 2005) è stato un attore e caratterista statunitense.
È famoso per il ruolo del giornalista Jack McGee nella serie televisiva L'incredibile Hulk, e per quello del dottor Ardmore nel film La bambola assassina (1988).

## Biografia
Jack Colvin è nato a Lyndon, Kansas, Stati Uniti, 27 miglia a sud di Topeka. Ha iniziato la sua carriera teatrale come interprete bambino. All'età di diciassette anni Colvin divenne allievo privato di Michail Aleksandrovič Čechov. Anche se è apparso in centinaia di film e show televisivi, tornava sempre al teatro. I suoi ruoli teatrali comprendono il personaggio di Eugene Marchbanks nella commedia in tre atti di George Bernard Shaw, Candida, Mercuzio, Romeo e Giulietta, Morgan Evans in Il grano è verde di Emlyn Williams, Algernon Moncrieff in L'importanza di chiamarsi Ernesto, Konstantin Gavrilovič Treplev ne Il gabbiano, ed Edmund Tyrone in Lungo viaggio verso la notte.
Le pellicole cinematografiche che ha interpretato sono Riprendiamoci Forte Alamo! (1969), Corvo rosso non avrai il mio scalpo! (1972), La morte arriva con la valigia bianca (1972), L'uomo dai 7 capestri (1972), Scorpio (1973), L'assassino di pietra (1973), L'uomo terminale (1974), Torna "El Grinta" (1975), Embryo (1976) e La bambola assassina (1988).
La sua collaborazione con Yvonne Wilder in una delle commedie di maggior successo degli anni 1960, Colvin e Wilder, lo ha portato a comparire tutti gli Stati Uniti sul palco e in televisione, tra cui il The Dean Martin Show, The Ed Sullivan Show e The Tonight Show starring Johnny Carson, che si conclude con la loro esibizione d'addio al Carnegie Hall di New York. Altri ruoli televisivi lì ha avuti in programmi come Switch, Agenzia Rockford, L'uomo da sei milioni di dollari, Kojak, e La donna bionica. Mentre sotto contratto con la Universal Pictures per sette anni, è apparso in oltre un centinaio di ore di programmazione televisiva.
Colvin ha vinto a Los Angeles il Drama-Logue Awards, in cinque categorie separate, come attore, regista teatrale, drammaturgo, produttore teatrale e scenografo.
Ha insegnato presso il Centro sperimentale di cinematografia di Roma, la University of Southern California, l'Università statale della California, l'Accademia americana di arti drammatiche, nel 1994 nel "Michael Chekhov International Workshop" situato nel Sussex, il "Centre for Performance Research" presso l'Università di Birmingham nel 1999, e la "The Michael Chekhov Association's" presso l'Università di New York nel giugno 2004. Tra le sue pupille erano comprese diverse stelle dello spettacolo, le cui interpretazioni hanno permesso di vincere successivamente gli Oscar, gli Emmy ed i Tony Awards. Colvin è stato direttore artistico del "Michael Chekhov Studio USA West", una posizione che ha fondato, fino alla sua morte per complicazioni dovute ad un ictus.

## Filmografia parziale

### Cinema
- Uffa papà quanto rompi! (How Sweet It Is!), regia di Jerry Paris (1968)
- Riprendiamoci Forte Alamo! (Viva Max), regia di Jerry Paris (1969)
- Monty Walsh, un uomo duro a morire (Monte Walsh), regia di William A. Fraker (1970)
- Corvo rosso non avrai il mio scalpo! (Jeremiah Johnson), regia di Sydney Pollack (1972)
- La morte arriva con la valigia bianca (Hickey & Boggs), regia di Robert Culp (1972)
- L'uomo dai 7 capestri (The Life and Times of Judge Roy Bean), regia di John Huston (1972)
- Scorpio, regia di Michael Winner (1973)
- L'assassino di pietra (The Stone Killer), regia di Michael Winner (1973)
- L'uomo terminale (The Terminal Man), regia di Mike Hodges (1974)
- Torna "El Grinta" (Rooster Cogbur), regia di Stuart Millar (1975)
- Embryo, regia di Ralph Nelson (1976)
- Il ritorno dell'incredibile Hulk, regia di Alan J. Levi (1977)
- La rivincita dell'incredibile Hulk (The Incredible Hulk Returns), regia di Nicholas Corea (1988)
- La bambola assassina (Child's Play), regia di Tom Holland (1988)

### Televisione
- Tarzan – serie TV, episodio 2x15 (1968)
- L'incredibile Hulk (The Incredible Hulk) – serie TV, 82 episodi (1977-1982)
- La signora in giallo (Murder, She Wrote) – serie TV, episodi 4x10-7x13 (1987-1991)

## Doppiatori italiani
Nelle versioni in italiano delle opere in cui ha recitato, Jack Colvin è stato doppiato da:
- Rino Bolognesi in Corvo rosso non avrai il mio scalpo!, L'incredibile Hulk
- Sergio Matteucci in Torna "El Grinta"
- Franco Agostini ne L'incredibile Hulk
- Silvio Anselmo in La rivincita dell'incredibile Hulk
- Sergio Rossi in La Signora in giallo (ep. 4x10)
- Toni Orlandi in La signora in giallo (7x13)
- Alessandro Rossi in Top Secret
- Franco Zucca in La bambola assassina